# 拉美西斯九世
拉美西斯九世（英語：Ramesses IX）古埃及新王国时期第二十王朝的第八任法老。（约公元前1129年—约公元前1111年在位），他在位时期，埃及出现危机。高级祭司阿孟霍特普在底比斯总揽宗教和政治权。拉美西斯九世仅为虚名，公元前1118年—公元前1113年期间，利比亚的两个部落不断进攻底比斯和附近地区，使这一地区工作完全停顿。由于财政困难，政府常数月不发墓地工人粮食，致使工人盗墓，穀价暴涨。